# Heuslers legeringar
Heuslers legeringar är ett antal ferromagnetiska legeringar mellan mangan, koppar och endera av ämnena aluminium, zink, arsenik, bor, antimon eller vismut, uppkallade efter Friedrich Heusler.
Den starkaste magnetismen har uppmätts hos en legering av 61,5 % koppar, 23,5 mangan och 15 % aluminium.